# Frédéric Zolla
Pour les articles homonymes, voir Zolla.
Frédéric Zolla, né le 20 avril 1963 à Paris, est un professeur des universités et chercheur français exerçant son enseignement à l'université d'Aix-Marseille et son activité de recherche à l'institut Fresnel.

## Biographie
Frédéric Zolla est né le 20 avril 1963 à Paris.
Il a rédigé et soutenu en 1993 une thèse sur la contribution à l'étude de la diffraction et de l’absorption des ondes électromagnétiques : structures bipériodiques minces, structures cylindriques par la méthode des sources fictives sous la direction de Roger Petit.

## Domaines de recherche
Ses recherches dans les domaines de l'électromagnétisme et de l'optique l'ont amené à travailler sur la réalisation d'une cape d’invisibilité,,. Il a également écrit Foundations of Photonic Crystal Fibres en 2005 puis une seconde édition en août 2012.
Il travaille en 2018 au sein de l'équipe ATHENA à l'institut Fresnel dont la thématique centrale est l’étude des problèmes électromagnétiques « structurellement complexes » par des méthodes théoriques et numériques de type générique.